# Jerry Wasserman
Jerry Wasserman, född 2 november 1945 i Cincinnati, USA, är en amerikansk skådespelare. Wasserman är känd som skådespelare i filmer och TV-serier såsom Titta han snackar!, Alive, I, Robot, Watchmen, Mr. Magoo och Smallville. Han är professor i engelska och teater vid University of British Columbia och har en doktorsexamen i engelskspråkig litteratur från Cornell University.

## Filmografi (i urval)
- Low Visibility (1984)
- Skjut för att döda (1988)
- Flugan II (1989)
- Titta han snackar! (1989)
- Alive (1993)
- Mr. Magoo (1997)
- Watchmen (2009)
- Little Pink House (2017)